# Intervisiesongfestival
Het Intervisiesongfestival (Engels: Intervision Song Contest, Pools: Festiwal Interwizji, Russisch: Конкурс песни Интервидение; Konkoers pesni Intervidenije) is een internationale muziekcompetitie.

## Geschiedenis

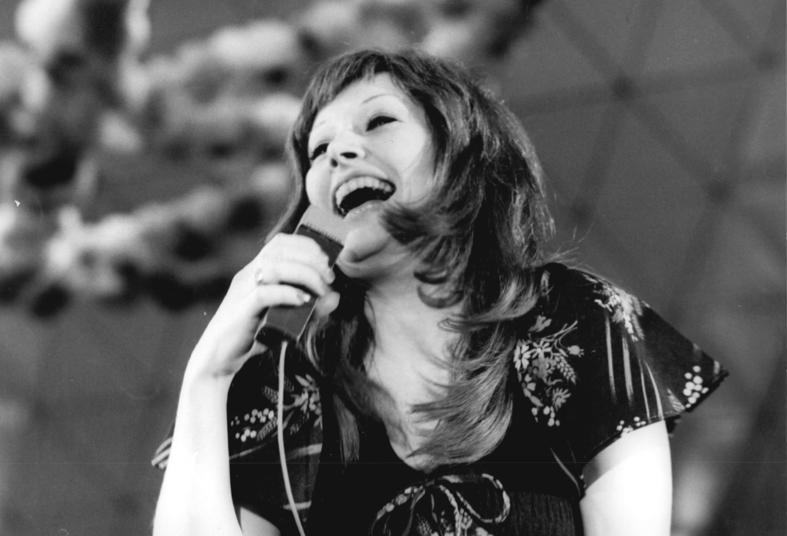
Alla Poegatsjova, winnares van 1978

Het Intervisiesongfestival ontstond in Tsjecho-Slowakije waar tevens de eerste vier edities georganiseerd werden. Vervolgens werd het festival een paar jaar niet georganiseerd totdat men het festival in 1977 terug in leven riep. Het Intervisiesongfestival werd opnieuw voor vier edities georganiseerd voor het wederom werd afgelast. Deze vier edities waren tevens edities van het Sopotfestival.
Het festival werd in totaal negen keer georganiseerd. De eerste edities werden georganiseerd in Tsjecho-Slowakije. Voor de edities tussen 1977 en 1980 diende Polen als gastland. In 2008 werd het festival georganiseerd in Rusland, namelijk in Sotsji.
In 2014 zou het festival nieuw leven worden ingeblazen, maar van deze plannen werd uiteindelijk afgezien. Ook een jaar later lukte het niet een zesde editie te organiseren.
Nadat Rusland in 2022 werd geweerd van het Eurovisiesongfestival vanwege de inval in Oekraïne, werden de plannen voor een tiende editie van Intervision afgestoft. In februari 2025 kondigde de Russische president Poetin hoogstpersoonlijk een decreet af voor de organisatie van het evenement in het najaar van 2025. Dit zou dan in Moskou moeten gaan plaatsvinden. Ruim 25 landen zouden volgens Rusland al interesse hebben om mee te doen.

## Stemprocedure
De stemming gebeurde op ongeveer dezelfde wijze als bij het Eurovisiesongfestival. De winnaar van het festival werd bepaald door het geven van punten door een paar jurerende landen: 1 tot en met 8, 10 en 12 punten aan hun tien favoriete liedjes.

## Deelnemende landen

Deelnemende landen sinds 1965:
Landen die minstens eenmaal deelnamen
Landen die mochten deelnemen, maar dit nooit deden
Landen die de intentie hadden deel te nemen, maar dit uiteindelijk niet deden

In vergelijking met het Eurovisiesongfestival kende dit festival een beperkt aantal deelnemers.
In de beginjaren konden en mochten zowat alle landen van Europa, Afrika en Noord-Amerika deelnemen. Later is het festival zich gaan focussen op de landen rond Rusland, namelijk Centraal-Azië en Oost-Europa.
|                   | 196. | 196. | 196. | 196. | 197. | 197. | 197. | 198. | 200. |
| 5                 | 6    | 7    | 8    | 7    | 8    | 9    | 0    | 8    |      |
| Armenië           |      |      |      |      |      |      |      |      |      |
| Azerbeidzjan      |      |      |      |      |      |      |      |      |      |
| België            |      |      |      |      |      |      |      |      |      |
| Bulgarije         |      |      |      |      |      |      |      |      |      |
| Canada            |      |      |      |      |      |      |      |      |      |
| Cuba              |      |      |      |      |      |      |      |      |      |
| Finland           |      |      |      |      |      |      |      |      |      |
| Hongarije         |      |      |      |      |      |      |      |      |      |
| Joegoslavië       |      |      |      |      |      |      |      |      |      |
| Kazachstan        |      |      |      |      |      |      |      |      |      |
| Kirgizië          |      |      |      |      |      |      |      |      |      |
| Letland           |      |      |      |      |      |      |      |      |      |
| Marokko           |      |      |      |      |      |      |      |      |      |
| Moldavië          |      |      |      |      |      |      |      |      |      |
| Nederland         |      |      |      |      |      |      |      |      |      |
| Oekraïne          |      |      |      |      |      |      |      |      |      |
| Oost-Duitsland    |      |      |      |      |      |      |      |      |      |
| Oostenrijk        |      |      |      |      |      |      |      |      |      |
| Polen             |      |      |      |      |      |      |      |      |      |
| Portugal          |      |      |      |      |      |      |      |      |      |
| Roemenië          |      |      |      |      |      |      |      |      |      |
| Rusland           |      |      |      |      |      |      |      |      |      |
| Sovjet-Unie       |      |      |      |      |      |      |      |      |      |
| Spanje            |      |      |      |      |      |      |      |      |      |
| Tadzjikistan      |      |      |      |      |      |      |      |      |      |
| Tsjecho-Slowakije |      |      |      |      |      |      |      |      |      |
| Turkmenistan      |      |      |      |      |      |      |      |      |      |
| West-Duitsland    |      |      |      |      |      |      |      |      |      |
| Wit-Rusland       |      |      |      |      |      |      |      |      |      |
| Zwitserland       |      |      |      |      |      |      |      |      |      |
|                   | 5    | 6    | 7    | 8    | 7    | 8    | 9    | 0    | 8    |
| 196.              | 196. | 196. | 196. | 197. | 197. | 197. | 198. | 200. |      |

## Edities
| Jaar | Winnende land                         | Artiest                                     | Lied                                                | Landen | Datum               | Locatie                | Plaats          |
| ---- | ------------------------------------- | ------------------------------------------- | --------------------------------------------------- | ------ | ------------------- | ---------------------- | --------------- |
| 1965 | Tsjecho-Slowakije                     | Karel Gott                                  | Tam, kam chodí vítr spát                            | 6      | 12 juni 1965        | Karlín muziektheater   | Praag           |
| 1966 | Bulgarije                             | Lili Ivanova                                | Adagio                                              | 8      | 25 juni 1966        | Park kultúry a oddychu | Bratislava      |
| 1967 | Tsjecho-Slowakije                     | Eva Pilarová                                | Rekviem                                             | 8      | 17 juni 1967        | Park kultúry a oddychu | Bratislava      |
| 1968 | Tsjecho-Slowakije                     | Karel Gott                                  | Proč ptáci zpívají?                                 | 14     | 22 juni 1968        | ?                      | Karlsbad        |
| 1977 | Tsjecho-Slowakije                     | Helena Vondráčková                          | Malovaný džbánku                                    | 11     | 24-27 augustus 1977 | Opera Leśna            | Sopot           |
| 1978 | Sovjet-Unie Tsjecho-Slowakije         | Alla Poegatsjova Václav Neckář              | Vsyo mogut koroli Patrik                            | 10     | 23-26 augustus 1978 | Opera Leśna            | Sopot           |
| 1979 | Polen                                 | Czesław Niemen                              | Nim przyjdzie wiosna                                | 13     | 22-25 augustus 1979 | Opera Leśna            | Sopot           |
| 1980 | Finland Sovjet-Unie Tsjecho-Slowakije | Marion Rung Mykola Hnatyuk Marika Gombitová | Hyvästi yö Na vstrechu oseni Chcem sa s tebou deliť | 13     | 20-23 augustus 1980 | Opera Leśna            | Sopot           |
| 2008 | Tadzjikistan                          | Tahmina Nijazova                            | Sangi-telefon, Tsvety pod snegom en Hero            | 11     | 28-31 augustus 2008 | Concerthal             | Sotsji          |
| 2025 |                                       |                                             |                                                     |        | 20 september 2025   | Live Arena             | Novoivanovskoye |

## Belgische en Nederlandse deelnames
Zowel België als Nederland namen eenmaal deel aan het Intervisiesongfestival. In 1979 vertegenwoordigde Pierre Rapsat België met het nummer Les Artistes D'eau Doce waarmee hij een tiende plaats behaalde. In 1980 werd namens Nederland Margriet Markerink met Come closer gedeeld vierde.
1965 · 1966 · 1967 · 1968 · 1977 · 1978 · 1979 · 1980 · 2008 · 2025